# Christophe Prémont
Christophe Prémont est un coureur cycliste belge (né le 22 novembre 1989 à Uccle).

## Biographie
Christophe Prémont naît le 22 novembre 1989 à Uccle en Belgique.
Il devient stagiaire chez l'équipe continentale belge Lotto-Bodysol du 1er août au 31 décembre 2009. En 2010, il s'engage dans cette équipe, où il remporte la 7e étape du Tour du Faso et devient champion de Wallonie espoir sur route. En 2011, il entre dans l'équipe Wallonie Bruxelles-Crédit agricole et devient champion de Wallonie sur route. L'année suivante, il remporte le Grand Prix du 1er mai - Prix d'honneur Vic De Bruyne.
Il signe en 2012 son premier contrat professionnel dans l'équipe Crelan-Euphony pour les saisons 2013 et 2014. L'équipe disparaissant à la fin de la saison 2013, il retourne en 2014 chez Wallonie-Bruxelles, où il remporte notamment la quatrième place du Circuit Het Nieuwsblad espoirs.
En 2015, il entre dans l'équipe continentale Verandas Willems, et continue de bénéficier d'un contrat professionnel. Il remporte avec ses coéquipiers le contre-la-montre par équipes de la 1re étape du Paris-Arras Tour. Il remporte le contre-la-montre par équipes de la première étape du Ronde van Midden-Nederland, où il s'empare du maillot de leader. Il s'impose également dans la première étape du Giro del Friuli Venezia et il porte le maillot de leader pendant une étape. En fin de saison il prolonge le contrat qui le lie à son employeur.
En 2017, comme d'autres coureurs de Verandas Willems, il s'engage avec la nouvelle équipe continentale professionnelle Verandas Willems-Crelan, créée par Nick Nuyens. À l'issue de cette saison, il met fin à sa carrière, « suite à une proposition de job de rêve à l'Université de Louvain-la-Neuve » : titulaire d'un master en éducation physique, il est engagé dans le cadre du programme « Be Gold » « où il sera chargé de la détection et l'accompagnement de jeunes talents pour les former en vue des Jeux olympiques ».

## Palmarès et classements mondiaux

### Palmarès  sur route

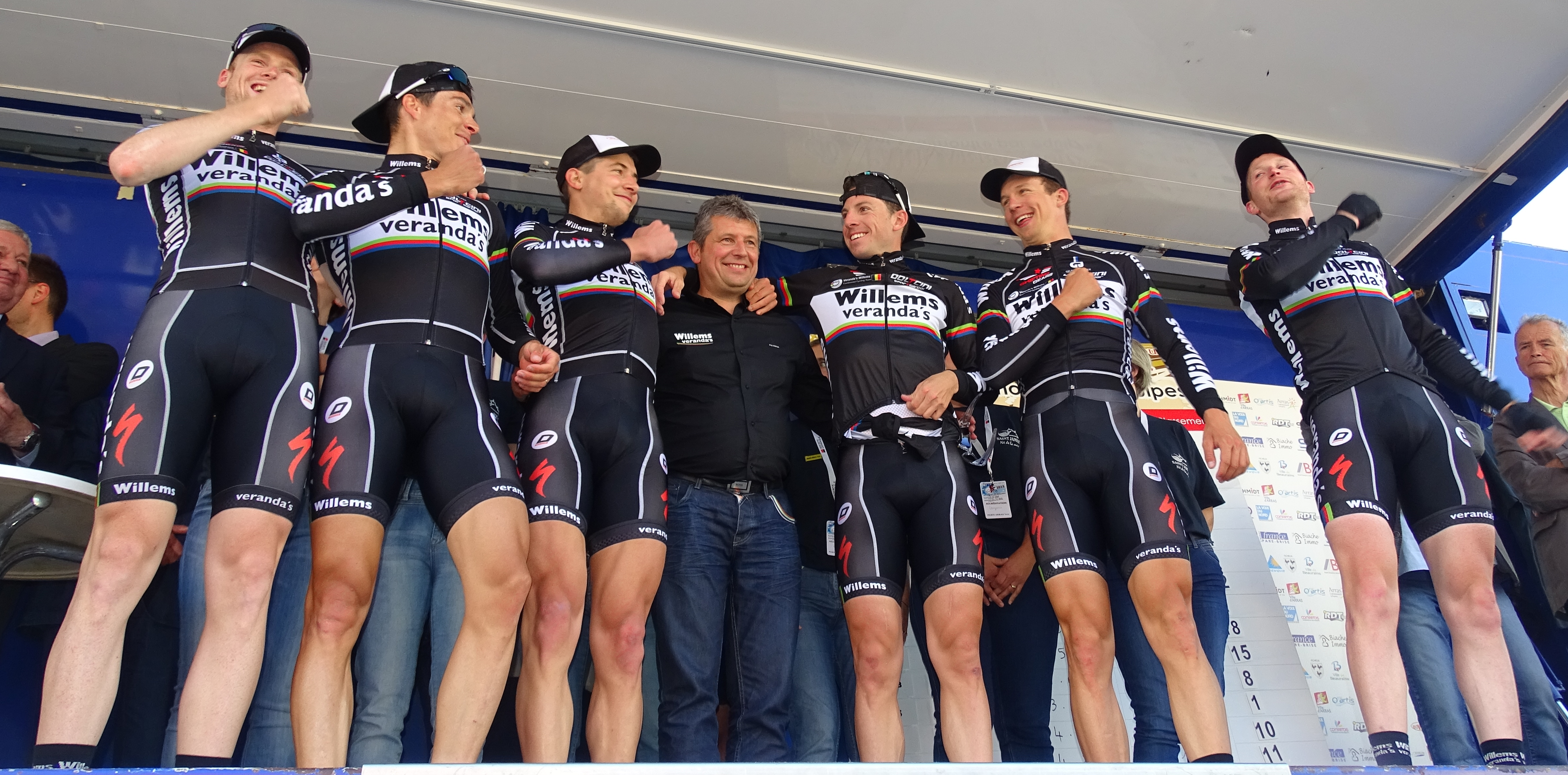
L'équipe Verandas Willems, constituée de Stef Van Zummeren, Olivier Pardini, Christophe Prémont, du directeur sportif Gautier De Winter, Gaëtan Bille, Dimitri Claeys et Joeri Calleeuw, remporte le contre-la-montre par équipes de la 1re étape du Paris-Arras Tour 2015.

- 2010[1]
  -  Champion de Wallonie sur route espoirs
  - 7e étape du Tour du Faso
- 2011
  -  Champion de Wallonie sur route
- 2012
  - Grand Prix du 1er mai - Prix d'honneur Vic De Bruyne
- 2015
  - 1re étape du Paris-Arras Tour (contre-la-montre par équipes)
  - Contre-la-montre par équipes de Borlo
  - 1re étape de la Ronde van Midden-Nederland (contre-la-montre par équipes)
  - 1re étape du Tour du Frioul-Vénétie julienne
  - 3e du Ronde van Midden-Nederland

### Classements mondiaux
| Année           | 2012 | 2013 | 2014 | 2015 | 2016   |
| --------------- | ---- | ---- | ---- | ---- | ------ |
| UCI Asia Tour   |      |      | 369e |      |        |
| UCI Europe Tour | 337e | nc   | 662e | 353e | 1 249e |